# تریشچین
تریشچین (به لاتین: Tryszczyn) یک منطقهٔ مسکونی در لهستان است که در Gmina Koronowo واقع شده‌است.